# 檀君朝鮮
檀君朝鮮（韓語：단군조선）是一个关于古朝鲜建国的神話傳說。现存有关此传说的最早记录是高丽国师一然的《三国遗事》和同一时期李承休所著的《帝王韵记》。一然在《三国遗事》的记述主要依据于已散轶的《古记》和《魏书》，而李承休在《帝王韵记》中则是依据《本纪》以叙事诗形式描述古朝鲜的建国。
1993年10月，朝鲜民主主义人民共和国在挖掘出土檀君陵后，宣称檀君是真实存在的历史人物而非神话，并将其正式列为朝鲜历史上首个国家古朝鲜的开国始祖。2007年2月，韩国亦开始将檀君朝鲜作为历史上的首个朝代写入历史教科书，但北韓禁止外界對檀君陵進行研究，所以目前沒有其他來源證實它們講法。

## 传说內容

### 《三国遺事》
据《三国遗事》引用《魏书》叙述：因为桓因（桓因是佛教中帝释天的別名）的庶子桓雄对人界产生了兴趣，因而授予桓雄三个天符印，作为天上神仙的标志。桓雄与部下三千人一起在太伯山的神檀树下降临人间，在那里创立名为神市的国家，并设置了风伯、雨师、云师主管农事、疾病、刑罚、善恶等三百六十事。

根据传说，当时有同住在一个山洞中的一头虎和一头熊，求桓雄把他们变成为人，桓雄给了他们一根艾和20个蒜，并告诉它们吃完之后躲起来，百日之内不能见阳光。
虎没能照办，因此没有变成人。熊在第21日时变成了女人的样子“熊女”。可是因为没找到可作为配偶的丈夫，再次请求桓雄，桓雄变成人的身姿，二人结婚生了孩子，这孩子就是檀君王俭（《三国遺事》記為壇君）。
檀君在尧即位五十年後即位，以平壤为首都，以朝鲜为號。据说檀君以后统治了1,500年，因为周武王封商朝遗民箕子于朝鲜，檀君隐居阿斯达山中成为山神，在1,908岁时去世。

#### 《三国遗事》原文及相關情況
（以该书现存世最早版本“正德本”为据）如下：
《魏书》云：往二千载有坛君王俭。立都阿斯达（经云无叶山，亦云白岳，在白州地。或云在开城东，今白岳宫是）。开国号朝鲜，与高同时。古记云：昔有桓因（谓帝释也）庶子桓雄。数意天下，贪求人世。父知子意，下视三危太伯可以弘益人间，乃授天符印三个，遣往理之。雄率徒三千，降於太伯山顶（即太伯今妙香山）神坛树下，谓之神市。是谓桓雄天王也。将风伯雨师云师，而主穀主命主病主刑主善恶，凡主人间三百六十余事，在世理化。时有一熊一虎，同穴而居。常祈于神雄，愿化为人。时神遗灵艾一株、蒜二十枚。曰：尔辈食之，不见日光百日，便得人形。熊虎得而食之，忌三七日，熊得女身。虎不能忌，而不得人身。熊女者无与为婚，故每於坛树下咒愿有孕。雄乃假化而婚之，孕生子，号曰坛君王俭。以唐高即位五十年庚寅（唐尧即位元年戊辰，则五十年丁巳，非庚寅也，疑其未实）都平壤城（今西京）始称朝鲜。又移都於白岳山阿斯达，又名 弓（一作方）忽山。又今弥达。御国一千五百年。周虎王即位己卯封箕子於朝鲜。坛君乃移於藏唐京。后还隐於阿斯达为山神。寿一千九百八岁。
《三国遗事》是记述新罗、百济、高句丽三国遗闻逸事的书。作者一然，高丽中期僧人，生于1206年，卒于1289年。该书卷五卷首记有“国尊曹溪宗迦智山麟角寺住持圆镜冲熙大禅师一然撰”。據一然年表，其在1259年（55岁）被尊为大禅师，1283年（78岁）晋为国尊，1284年至1289年任麟角寺住持，故这部书當是他在79岁至84岁间撰写的。

### 《帝王韻記》
高麗末期的李承休所著《帝王韻記》則略有不同：桓雄的孫女飲藥后變成人類，與檀樹神結婚姻而生下了檀君。檀君即位1038年後隠退成為山神。

#### 《帝王韻記》原文及相關情況
该书存世最古版本是公元1360年庆州刻本（此前有1295—1296年晋州初刻本，失传），关于檀君记事原文如下：
初誰開國啓風雲，释帝之孙名檀君。
（本纪曰上帝桓因有庶子曰雄云云，谓曰下至三危太白，弘益人间欤，故雄受天符印三个，率鬼三千而降太白山顶神檀树下，是谓檀雄天王也云云。令孙女饮药成人身，与檀树神婚而生男，名檀君，据朝鲜之域为王。故尸罗、高礼、南北沃沮、东北扶余、与皆檀君之寿也。理一千三十八年入阿斯达山为神，不死故也。）
并与帝高兴戍辰，经虞历夏居中宸。
于殷帝丁八乙未，入阿斯达山为神。
（今九月山也。一名弓忽，又名三危，祠堂犹在。）
享国一千三十八，无奈变化传桓因。
却后一百六十四，仁人聊复开君臣。

（一作：尔后一百六十四，虽有父子无君臣）。
《帝王韵记》是用白话诗形式写成的一本简明通史，上卷写中国史，下卷写朝鲜史。作者李承休，高丽文臣，生于1234年，逝于1300年。该书前附有“进呈引表”，记载缮进日期为“至元二十四年三月”，即公元1287年，因而成书几与《三国遗事》同时。

### 《檀君古记》
据文献记载，朝鲜历史曾有《檀君古记》一书（《朝鲜王朝实录·世宗实录·地理志》录有其名），疑即为上二书提及的“古记”、“本记”，但此书早已亡佚，内容和成书年代不得而知。

### 晚近的相關文獻內容

#### 《揆園史話》
《揆园史话》是一部有关古代朝鲜的书籍，成书时间有争议，在1925年出版的《檀典要义》中首次提及并引用。

#### 《桓檀古記》
《桓檀古記》是内容有很大差異的幾卷文書的合集，其中關於檀君朝鮮的內容主要有：

- 《三聖記》上編：到桓雄為止的故事與《三国遺事》同。神人王儉（非桓雄之子）于檀木之岡降臨人間，以阿斯達為都，以朝鮮為号。檀君即王儉，娶河伯之女為妻。朝鮮之後以大扶餘為号。傳47代，共計2096年。
- 《三聖記》下編：桓雄為安巴堅之庶子。桓雄即檀君王王儉。後自子居佛理傳18代至居弗檀止。
- 《檀君世紀》：記錄自桓因之子檀君王儉至第47代古列加的史書。
- 《太白逸史·三韓管境本紀》：神人王儉（非桓雄之子）所治國国為三韓之一的辰韓。桓雄于阿斯達立国，以朝鮮為号。神人王儉以熊伯多治馬韓、以蚩尤男（蚩尤之後）治番韓。

檀君朝鮮君主列表即根据《桓檀古记》中记载。

### 王險相關
“王險城”為平壤古名(首見于《史記·朝鮮列傳》，本為地名。12世紀成書的高麗正史《三国史記·高句麗本紀第五·東川王》中王險作為人名首次出現，書中王險是指以前住在平壤的仙人的名字，沒有提及與檀君的聯繫。